# Zespół pałacowy w Borzęcinie
Zespół pałacowy w Borzęcinie – pałac w Borzęcinie w gminie Dębnica Kaszubska w województwie pomorskim wybudowany w 1832 z inicjatywy pruskiego szlachcica Ottona Heinricha Ursina von Baer – ówczesnego właściciela majątku borzęcińskiego, wraz z parkiem z drugiej połowy XIX w. i zabudowaniami gospodarczymi powstałymi na przełomie XVIII i XIX w..
Pałac wpisany jest do gminnej ewidencji zabytków.

## Historia

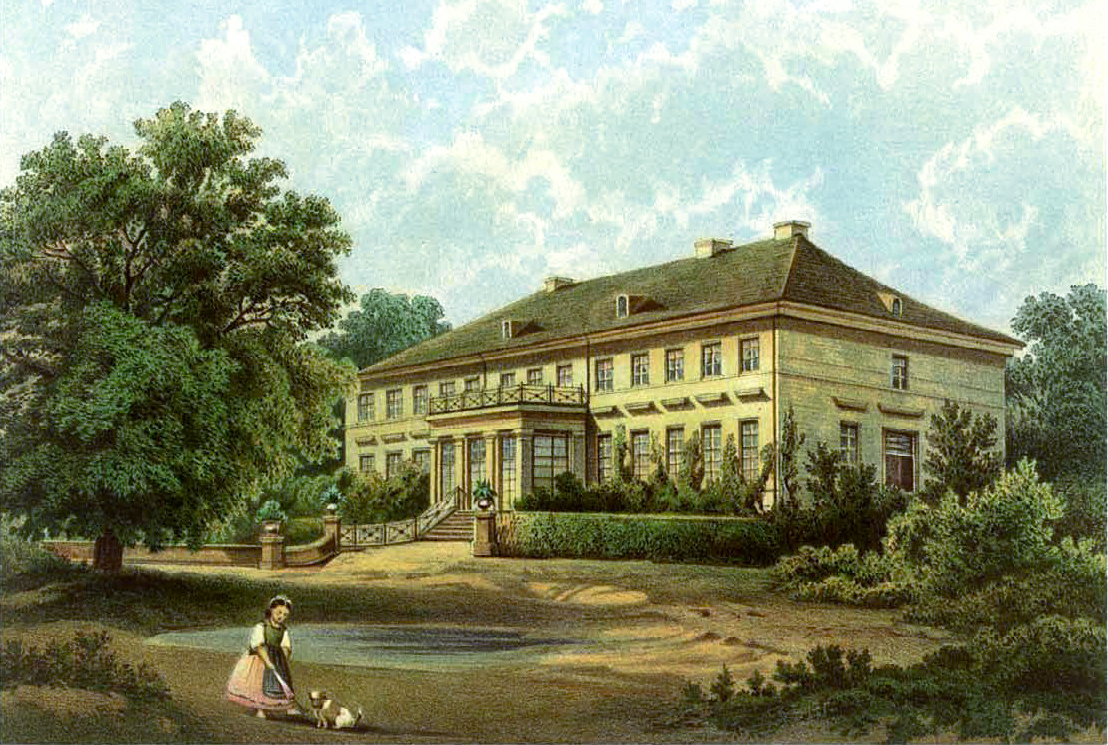
Pałac w Borzęcinie około 1860 według rysunku Alexandra Dunckera

Pałac powstał w 1832. Pomysłodawcą jego wzniesienia był Otto Heinrich Ursin von Baer (1778–1834). Krótko potem majątek trafił w ręce rodziny von Schramm, a kolejno von Lewinski. W 1841 dobra borzęcińskie kupił Wilhelm von Zitzewitz, który następnie rozbudował dwór. Zgodnie z jego zamysłem reprezentacyjny budynek stał się miejscem spotkań lokalnej inteligencji. Po nim, w 1892, po sporze sądowym majątek odziedziczył jego syn Günther, który w 1893 przebudował dwór. W rękach rodziny von Zitzewitz Borzęcino (Bornzin) pozostawało do 1945. W pobliżu pałacu znajdują się zabudowania gospodarcze z przełomu XVIII i XIX wieku, a także spichlerz z 1897. W drugiej połowie XIX wieku, po rozbudowie na zlecenie Wilhelma, budynek uważany był przez niektórych za jeden z najbardziej reprezentacyjnych dworów na ziemi słupskiej. Pałac wyróżniony ryzalitem z narożnymi wieżami z 1893 wskutek powojennej odbudowy został pozbawiony stylowych elewacji.

## Park

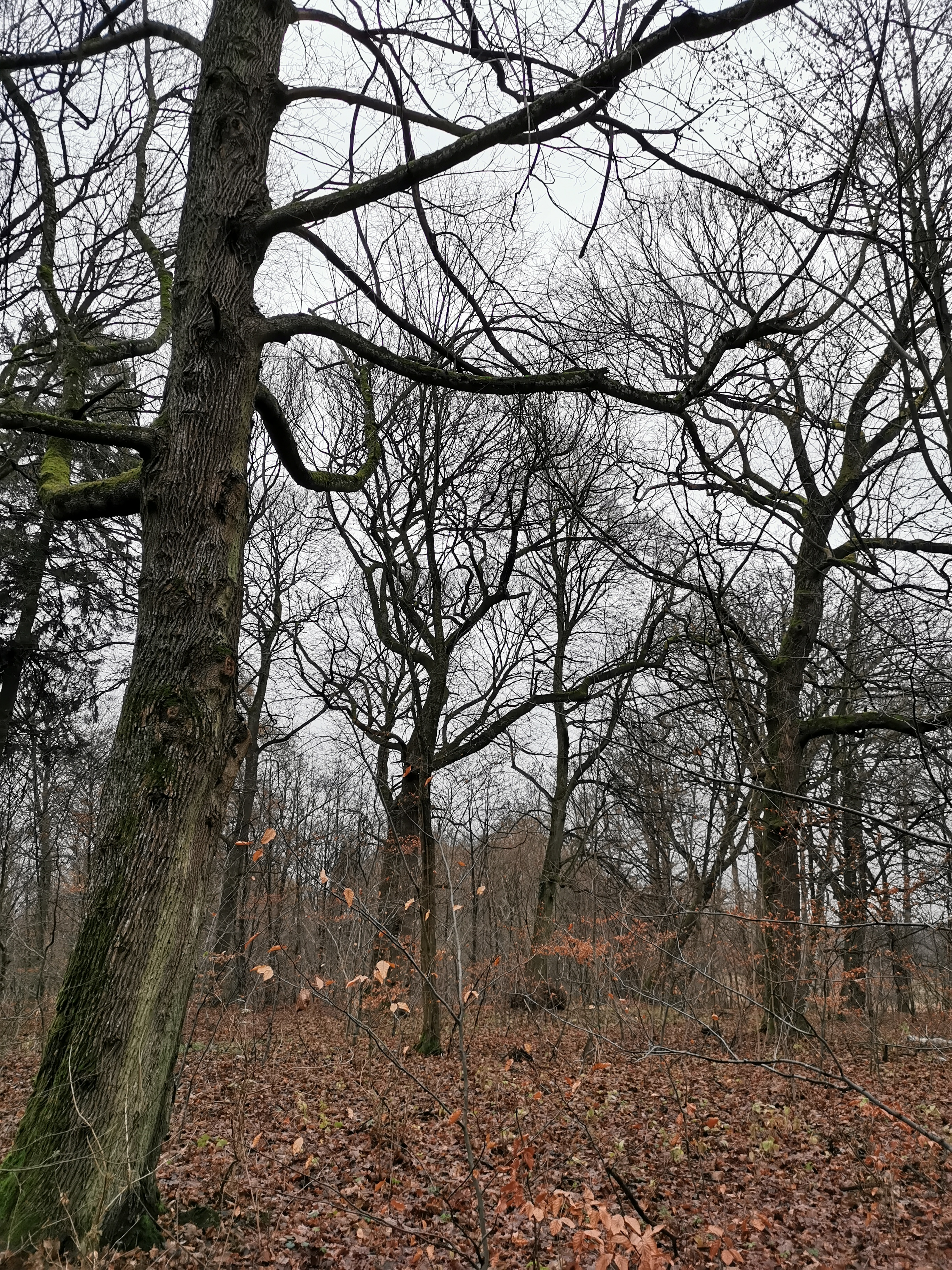
Dęby w parku w grudniu 2019

Budynek otoczony jest przez park z drugiej połowy XIX wieku. Założony został w stylu krajobrazowym. Zajmuje powierzchnię około 3 ha. Początkowo zasadzono głównie rodzime gatunki liściaste. Wraz z początkiem 20. stulecia dendroflorę uzupełniono gatunkami iglastymi oraz ozdobnymi formami drzew liściastych.
Drzewostan tworzą przede wszystkim dąb szypułkowy (największe o pierśnicy  515 cm i 492 cm, także uprawna odmiana 'Fastigiata'), klon zwyczajny, klon jawor, buk pospolity, uzupełniony lipą drobnolistną, a w podszycie także czeremchą zwyczajną, leszczyną zwyczajną, bzem czarnym. Mniej licznie reprezentowane są jesion wyniosły (największe o pierśnicy 295 i 293 cm), wiąz górski, olsza czarna, kasztanowiec zwyczajny. Rosną również jednostkowe okazy drzew ozdobnych – dwa choiny kanadyjskiej, dwa jodły kalifornijskiej, jeden daglezji zielonej.
W warstwie runa leśnego stwierdzono obecność gajowca żółtego, zawilca gajowego, czyśćca leśnego, kuklika pospolitego, jaskra rozłogowego, niecierpka drobnokwiatowego, gwiazdnicy pospolitej, gwiazdnicy gajowej, ostrożnia warzywnego, bluszczu pospolitego, pokrzywy zwyczajnej, sitowia leśnego, lepiężnika różowego. W północnej części parku położony jest niewielki staw pokryty rzęsą drobną.